# Wojtkowa Wieś
Wojtkowa Wieś – wieś sołecka w Polsce położona w województwie mazowieckim, w powiecie ciechanowskim, w gminie Ojrzeń.
| SIMC    | Nazwa   | Rodzaj    |
| ------- | ------- | --------- |
| 1054179 | Wandowo | część wsi |

W latach 1975–1998 miejscowość administracyjnie należała do województwa ciechanowskiego.